# Ministeriale

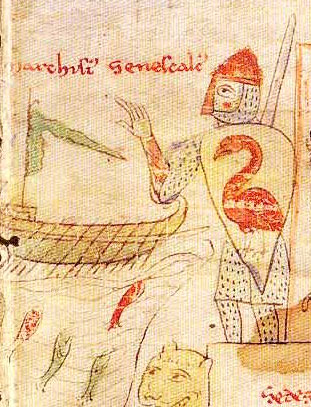
Marcovaldo di Annweiler, celebre ministeriale al servizio di Enrico VI di Svevia (miniatura dal Liber ad honorem Augusti)

Il ministeriale era nel Medioevo una persona investita da un signore (laico o ecclesiastico) di compiti di diversa natura, spesso civili ma in seguito anche militari. Per il carattere fiduciario degli incarichi, generalmente erano preferite persone di condizione servile, poiché prive di libertà personale e dunque strettamente legate dal vincolo di proprietà al padrone da cui ricevevano l'incarico.
Gli appartenenti a questa classe sociale venivano definiti in latino ministeriales, da cui l'italiano "ministeriale"; in francese "sergenti" (sergents), mentre in tedesco Dienstmänner.

## Compiti
Ogni nobile, dal piccolo signorotto locale al grande barone, aveva al suo servizio dei ministeriali che svolgevano i più svariati compiti. Essi comprendevano valletti, artigiani e domestici che lavoravano nella residenza signorile, ma anche funzionari e ufficiali che aiutavano il padrone nell'amministrazione delle terre e degli uomini. I ministeriali "accasati", ovvero domiciliati presso la residenza del signore, venivano remunerati tramite provende, ma col passare del tempo ricevettero dei feudi al pari dei vassalli.
Nel corso del tempo, diversi incarichi di prestigio, legati ai servizi domestici – come quelli di siniscalco, maresciallo, ciambellano e cantiniere – originariamente affidati a vassalli del signore, vennero assegnati a personale di rango servile.
Nell'Inghilterra medievale, dove la ministerialità ebbe un ruolo meno importante rispetto al resto d'Europa, gli incarichi di corte vennero affidati a persone di condizione libera, mentre nelle campagne agivano i reeves, funzionari locali di estrazione contadina senza particolari privilegi.

### Marico
Il marico (maire in francese) era nella Francia medievale un sergente rurale, incaricato da un signore della gestione di villaggi e terreni. Tra i suoi compiti figuravano la riscossione dei censi, la direzione dei lavori agricoli e l'organizzazione della milizia rurale in caso di guerra; infine, si occupava che gli ordini del signore venissero rispettati e a volte figurava come giudice nei tribunali. Il marico, che spesso era un contadino più ricco degli altri, veniva retribuito tramite la sua tenure liberata da corvée e da altre esenzioni, diventando così un feudo. In più aveva diritto ad una quota sul prelievo dei canoni censuari, ma spesso in virtù della propria posizione si arrogava donativi e altri servizi estorti ai contadini.

## Condizione sociale

### Stato servile
La consuetudine di affidare incarichi di rilievo a persone di rango servile era molto antica e risaliva all'epoca franca. Quando tali cariche non venivano affidate a vassalli fidati, era naturale per un signore rivolgersi ad un suo servo: per via della sua umile condizione e i rigidi vincoli del suo asservimento ne facevano una persona di fiducia e obbediente. Nonostante ciò non tutti i ministeriali nel medioevo erano di condizione servile.
La loro condizione di illibertà non impediva al ceto dei ministeriali un certo dinamismo sociale: trattandosi di una classe molto eterogenea, si presentava stratificata al suo interno, e alcuni fattori spinsero ad una maggior distinzione tra la bassa servitù e i più alti ufficiali di corte. Tra essi troviamo la ricchezza, la delega del potere signorile e l'uso delle armi. I marici rurali giunsero a possedere notevoli ricchezze e ad assimilare costumi dalle classi superiori, come nell'abbigliamento, e la sua abitazione si distingueva da quella dei contadini. Allo stesso tempo, alcuni sergenti che vivevano al fianco del signore ricevevano importanti incarichi politici e militari e in questo modo si innalzavano di rango; la loro funzione militare era talmente autorevole da essere definiti "cavalieri non-nobili". Col passare del tempo poi, questi incarichi di prestigio e i relativi feudi assegnati furono trasmessi per via ereditaria.
Nonostante tale importanza militare avvicinasse i ministeriali alla nobiltà, assimilandone le usanze come l'omaggio e l'investitura, i ministeriali rimasero comunque di condizione servile. In quanto tali erano soggetti alla manomorta, al divieto di maritaggio, in sostanza alla completa subordinazione al proprio padrone; non potevano testimoniare contro uomini liberi né ricevere gli ordini.

### Assimilazione alla cavalleria
Accadde dunque che molti ministeriali, già di fatto da tempo equiparati di rango ai vassalli, riuscirono ad integrarsi nella nobiltà che in quel periodo si stava strutturando giuridicamente. Molti riuscirono ad affrancarsi definitivamente dalla loro tara servile, spesso riscattando in denaro la propria libertà. I marici meno potenti invece rimasero semplicemente dei ricchi agricoltori, mentre i loro incarichi vennero presi da funzionari salariati. Molti di quegli ufficiali che servivano nelle signorie urbane invece riuscirono ad entrare nel patriziato borghese.
In Germania i ministeriali ebbero un ruolo di rilievo fino a tutta la dinastia sveva, tanto che in molti uomini liberi si fecero servi per accedere alla ministerialità. Le grandi cariche di corte infatti si preferiva affidarle ai Dienstmänner piuttosto che a vassalli nobili. Un esempio notevole è rappresentato da Marcovaldo di Annweiler, siniscalco dell'imperatore che fu affrancato solo quando venne investito del titolo di duca di Ravenna.